# Кайсери
Вижте пояснителната страница за други значения на Кесария (Цезария).
Кайсери (в исторически план Кесария или Цезарея, на турски: Kayseri; на гръцки: Καισάρεια, Кесария) е град в Централна Турция, девети град по големина в страната, административен център на едноименния вилает Кайсери.
Градът е с население от 1 441 523 жители (2022). Разположен е на 1050 м надморска височина.

## История
Градът има древна история и е известен като Кесария Кападокийска, Цезарея, Мазака и Евсевия. В него е била резиденцията на кападокийските царе. След като Кападокия става римска провинция, градът е преименуван на Кесария от император Тиберий и в него се секат римски монети. Била е център на разпространение на християнството. След разделянето на Кападокия на провинции при император Валент, Кесария става столица на Cappadociae primae. През IV век тук е проповядвал Василий Велики.
Завладян е от турците-селджуци през 1080 г. и в продължение на 200 години е в състава на Румския султанат. Присъединен е към Османската империя в 1515 г.
При избухването на Балканската война през 1912 г. 2 души от Кайсери са доброволци в Македоно-одринското опълчение.

## Побратимени градове
- Аксарай, Турция
- Мостар Босна и Херцеговина
- Саарбрюкен Германия

## Личности
Родени в Кайсери
- Гарабед Негделян (1886 – ?), македоно-одрински опълченец, 2 рота на 12 лозенградска дружина[2]
- Татевос Агопян (Аготян), македоно-одрински опълченец, 23-годишен, обущар, ІІІ отделение, 12 лозенградска дружина, носител на орден „За храброст“ IV степен[3]